# حسن الجوخدار
الدكتور حسن الجوخدار، حقوقي سوري، عميد كلية الحقوق في جامعة دمشق، تولى العمادة بعد الدكتور عبد الله طلبة وتولاها بعده الدكتور محمد عزيز شكري. وهو عميد كلية الحقوق في جامعة عمان الأهلية حالياً. يدرّس الدكتور الجوخدار العلم الجنائي.

## من مؤلفاته
1. البحث الأولي والاستدلال في قانون أصول المحاكمات الجزائية –دراسة مقارنة .
2. التحقيق الابتدائي في قانون أصول المحاكمات الجزائية – دراسة مقارنة (2008)-دار الثقافة – الأردن.
3. شرح قانون أصول المحاكمات (السوري) – ثلاثة أجزاء
4. تطبيق القانون الجزائي من حيث الزمان .
5. قانون الأحداث الجانحين (سوري).
6. شرح قانون أصول المحاكمات الجزائية الأردني.

كما قدّم عدداً من الأبحاث العلمية، تضمّنت:
1. السلطة المختصة باستجواب المتهم وحقه في الاستعانة بمحامٍ في قانون أصول المحاكمات الجزائية الأردني والمقارن – نشر في اليرموك – سلسلة العلوم الإنسانية والاجتماعية – المجلد 24 العدد 2 حزيران 2008 – جامعة اليرموك
2. كفالة حرية إرادة المشتكى عليه أثناء الاستجواب والمواجهة – مجلة مؤتة – المجلد 22 العدد 6 – جامعة مؤتة .